# Pel·lícules de James Bond

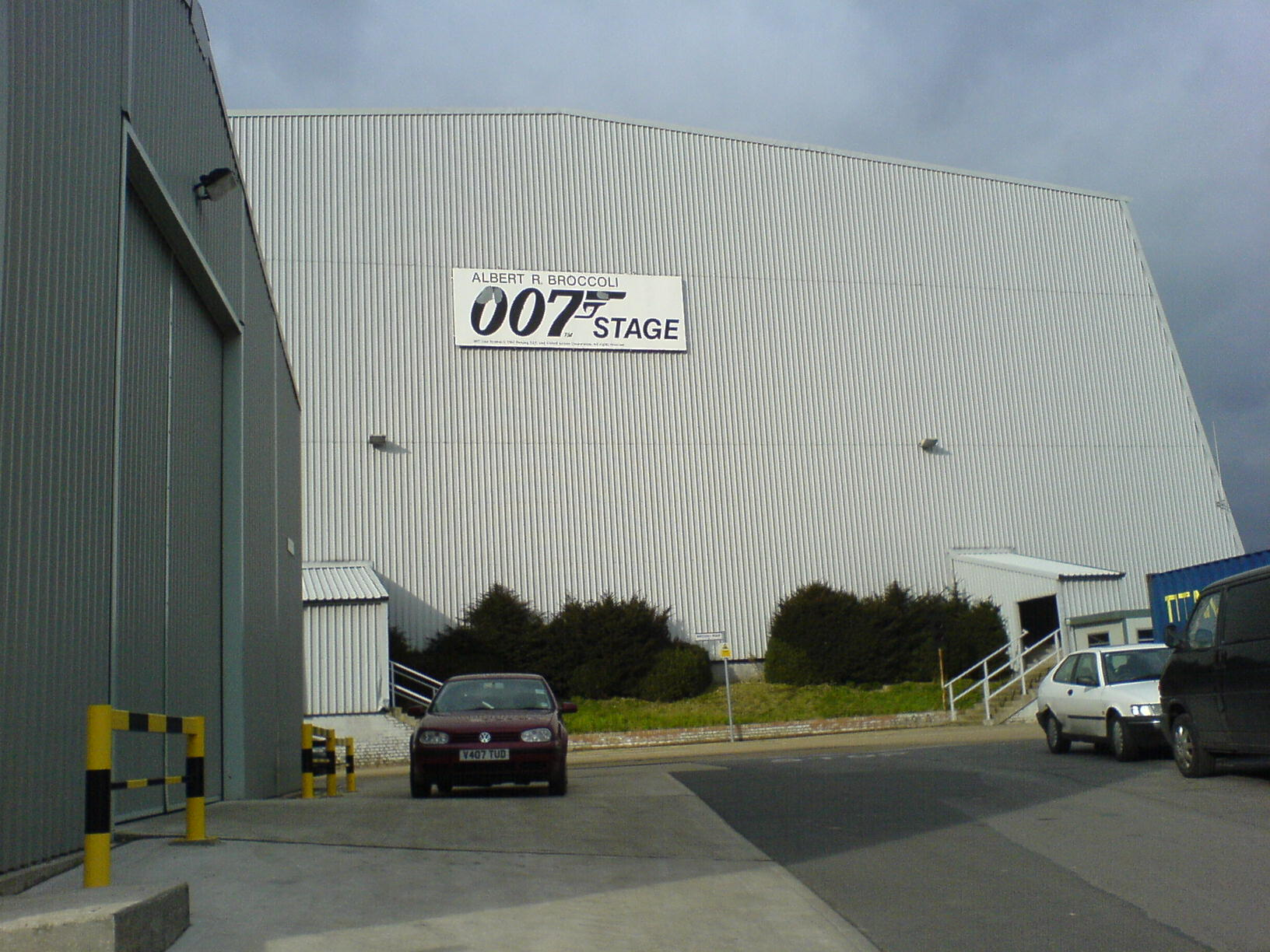
L'estudi d'enregistrament de 007 en Pinewood Studios.

Les pel·lícules de James Bond formen la sèrie britànica d'adaptacions al mitjà audiovisual de pel·lícules d'espionatge basat en el personatge de ficció del MI6, l'agent James Bond, «007», que originalment va aparèixer en una sèrie de llibres d'Ian Fleming. És la sèrie contínua de pel·lícules més llarga en la història del cinema, després d'haver iniciat la producció des de 1962 fins al present (amb un parèntesi de sis anys entre 1989 i 1995). Eon Productions, és la productora oficial de la franquícia Bond, que ha produït 25 pel·lícules fins avui, la majoria d'elles als estudis Pinewood. Amb un brut combinat de més de $ 6 mil milions fins avui, les pel·lícules produïdes per Eon constitueixen la quarta sèrie més taquillera de pel·lícules en la història, per darrere de les pel·lícules del Univers cinematogràfic de Marvel, Star Wars i l'Univers cinematogràfic del món màgic (les pel·lícules de Bond són les més taquilleres de la història si es representen els efectes de la inflació. Sis actors han retratat a 007 en la sèrie de Eon, l'últim d'ells Daniel Craig.
Independentment de la sèrie de Eon Productions, hi ha hagut tres produccions addicionals amb el personatge de James Bond: la primera, una adaptació per a un capítol de la sèrie estatunidenca Climax! de 1954, titulat Casino Royale, produïda per CBS i Paramount Pictures; la segona, una paròdia de 1967, Casino Royale, produït per Charles K. Feldman per a la productora Columbia Pictures; i la tercera, una nova versió de la pel·lícula de 1965, Thunderball titulada Mai diguis mai més (1983), produït per Jack Schwartzman per a Warner Bros., que havia obtingut els drets de la pel·lícula de McClory.
Albert R. Broccoli i Harry Saltzman han coproduït la majoria de les pel·lícules Eon fins a 1975, quan es va convertir Broccoli en l'únic productor. L'única excepció en aquest període va ser Operació Tro, en la qual Broccoli i Saltzman es van convertir en productors executius, mentre que Kevin McClory la va produir.
Des de 1984 fins a 1989 Broccoli va estar acompanyat pel seu fillastre, Michael G. Wilson com a productor fins a 1995, quan Albert Broccoli va fer a un costat Eon i va ser reemplaçat per la seva filla Barbara Broccoli, que ha coproduït amb Wilson des de llavors. Bròcoli (i fins a 1975, de Saltzman) empresa familiar, Danjaq, ha mantingut la propietat de la sèrie a través de Eon, i mantingut co-propietat amb United Artists des de mitjan dècada de 1970. La sèrie Eon ha vist la continuïtat tant en els actors principals i en els equips de producció, amb els directors, escriptors, compositors, dissenyadors de producció, i altres empleats a través d'una sèrie de pel·lícules. Des de l'estrena de Dr. No (1962) fins a For Your Eyes Only (1981), les pel·lícules es van distribuir exclusivament per United Artists. Quan la Metre-Goldwyn-Mayer va absorbir a United Artists en 1981, MGM/UA Entertainment Co. es va formar i distribueix les pel·lícules fins a 1995. MGM únicament distribueix tres pel·lícules entre 1997 i 2002 després d'United Artists va ser retirat com un estudi del corrent principal.
Des de 2006 fins a l'actualitat, MGM i Columbia Pictures han co-distribuït la sèrie de pel·lícules, després de l'adquisició de 2005, de MGM per un consorci liderat per l'empresa matriu de Columbia, Sony Pictures Entertainment. Al novembre de 2010; MGM es va declarar en fallida; després de la seva sortida de la insolvència, Columbia ha estat soci de coproducció de la sèrie amb Danjaq en els drets de distribució de Sony fins a Spectre (2015).
El personatge fictici Bond va complir 50 anys l'any 2003, i 50 anys d'emissions en el 2004 comptats a partir de Casino Royale de 1954, encara que al final dels títols de Skyfall (2012), apareix una llegenda amb lletra gran dient: «"50 anys de James Bond"» en anglès, referint-se als 50 anys de pel·lícules contant a partir de Dr. No (1962).

## Pel·lícules
Totes les novel·les de Fleming han estat portades al cinema i a la televisió, algunes molt fidels als originals i altres molt lliurement adaptades, així com la majoria dels contes de Fleming. De les novel·les escrites per autors posteriors cap s'ha portat encara a la pantalla gran. Les últimes pel·lícules de James Bond han estat basades en guions originals prenent alguns elements de les novel·les de Fleming.
Són vuit actors que han encarnat a 007 en total, sense comptar només l'oficialitat legal d'EON Productions. La llista enumera totes les produccions fins avui. D'elles, les produïdes per Eon són 25.
Són tres les pel·lícules no realitzades per EON, les anomenades «no oficials» malgrat que compleixen tots els drets legals per a la utilització del personatge: Casino Royale (1954) produïda per Paramount Pictures i la CBS Broadcasting Inc, Casino Royale (1967) produïda per Columbia Pictures, i Mai diguis mai més (1983) produïda per Warner Bros.
Són 27 versions fílmiques adaptades de James Bond fins a l'any 2015. El capítol de la sèrie americana Clímax titulat Casino Royale de 1954, va ser la primera adaptació fílmica que es va realitzar amb autorització del novel·lista anglès Ian Fleming (creador del personatge fictici James Bond l'any 1952), donant com a resultat a Bond com a protagonista de pantalla a partir de l'any 1954.

### Pel·lícules produïdes per Eon
| Títol                                      | Any                                        | Actor Bond a                               | Director                                   | Taquilla (milions) | Taquilla (milions) | Cost (milions) | Cost (milions)  | Ref(s)               |
| Títol                                      | Any                                        | Actor Bond a                               | Director                                   | Real ($)           | Ajustat ($2005)    | Real ($)       | Ajustat ($2005) | Ref(s)               |
| ------------------------------------------ | ------------------------------------------ | ------------------------------------------ | ------------------------------------------ | ------------------ | ------------------ | -------------- | --------------- | -------------------- |
| Agent 007 contra el Dr. No                 | 1962                                       | Sean Connery                               | Terence Young                              | 59.5               | 448.8              | 1.1            | 7.0             | [ 5 ] [ 6 ]          |
| Des de Rússia amb amor                     | 1963                                       | Sean Connery                               | Terence Young                              | 78.9               | 543.8              | 2.0            | 12.6            | [ 5 ] [ 6 ] [ 7 ]    |
| Goldfinger                                 | 1964                                       | Sean Connery                               | Guy Hamilton                               | 124.9              | 820.4              | 3.0            | 18.6            | [ 5 ] [ 6 ] [ 8 ]    |
| Operació Tro                               | 1965                                       | Sean Connery                               | Terence Young                              | 141.2              | 848.1              | 6.8            | 41.9            | [ 5 ] [ 6 ] [ 9 ]    |
| Només es viu dues vegades                  | 1967                                       | Sean Connery                               | Lewis Gilbert                              | 111.6              | 514.2              | 10.3           | 59.9            | [ 6 ] [ 10 ]         |
| 007 al servei secret de Sa Majestat        | 1969                                       | George Lazenby                             | Peter R. Hunt                              | 64.6               | 291.5              | 7.0            | 37.3            | [ 5 ] [ 6 ]          |
| Diamants per a l'eternitat                 | 1971                                       | Sean Connery                               | Guy Hamilton                               | 116.0              | 442.5              | 7.2            | 34.7            | [ 5 ] [ 6 ] [ 11 ]   |
| Viu i deixa morir                          | 1973                                       | Roger Moore                                | Guy Hamilton                               | 126.4              | 460.3              | 7.0            | 30.8            | [ 5 ] [ 6 ]          |
| L'home de la pistola d'or                  | 1974                                       | Roger Moore                                | Guy Hamilton                               | 97.6               | 334.0              | 7.0            | 27.7            | [ 6 ] [ 12 ]         |
| L'espia que em va estimar                  | 1977                                       | Roger Moore                                | Lewis Gilbert                              | 185.4              | 533.0              | 14.0           | 45.1            | [ 5 ] [ 6 ] [ 13 ]   |
| Moonraker                                  | 1979                                       | Roger Moore                                | Lewis Gilbert                              | 210.3              | 535.0              | 34.0           | 91.5            | [ 5 ] [ 14 ]         |
| Només per als teus ulls                    | 1981                                       | Roger Moore                                | John Glen                                  | 194.9              | 449.4              | 28.0           | 60.2            | [ 5 ] [ 6 ]          |
| Octopussy                                  | 1983                                       | Roger Moore                                | John Glen                                  | 183.7              | 373.8              | 27.5           | 53.9            | [ 5 ] [ 6 ]          |
| Panorama per matar                         | 1985                                       | Roger Moore                                | John Glen                                  | 152.4              | 275.2              | 30.0           | 54.5            | [ 5 ] [ 6 ]          |
| Alta tensió                                | 1987                                       | Timothy Dalton                             | John Glen                                  | 191.2              | 313.5              | 40.0           | 68.8            | [ 5 ] [ 6 ] [ 15 ]   |
| Llicència per matar                        | 1989                                       | Timothy Dalton                             | John Glen                                  | 156.2              | 250.9              | 36.0           | 56.7            | [ 5 ] [ 6 ] [ 16 ]   |
| Goldeneye                                  | 1995                                       | Pierce Brosnan                             | Martin Campbell                            | 352.0              | 518.5              | 60.0           | 76.9            | [ 5 ] [ 17 ]         |
| El demà no mor mai                         | 1997                                       | Pierce Brosnan                             | Roger Spottiswoode                         | 333.0              | 463.2              | 110.0          | 133.9           | [ 18 ]               |
| Amb el món no n'hi ha prou                 | 1999                                       | Pierce Brosnan                             | Michael Apted                              | 361.8              | 439.5              | 135.0          | 158.3           | [ 5 ] [ 19 ]         |
| Mor un altre dia                           | 2002                                       | Pierce Brosnan                             | Lee Tamahori                               | 432.0              | 465.4              | 142.0          | 154.2           | [ 5 ] [ 6 ] [ 20 ]   |
| Casino Royale                              | 2006                                       | Daniel Craig                               | Martin Campbell                            | 606.0              | 589.4              | 150.0          | 145.3           | [ 21 ] [ 5 ]         |
| Quantum of Solace                          | 2008                                       | Daniel Craig                               | Marc Forster                               | 586.1              | 514.2              | 200.0          | 181.4           | [ 22 ]               |
| Skyfall                                    | 2012                                       | Daniel Craig                               | Sam Mendes                                 | 1108.6             | 943,5              | 150–200        | 128-170         | [ 23 ] [ 24 ] [ 25 ] |
| Spectre                                    | 2015                                       | Daniel Craig                               | Sam Mendes                                 | 880.7              | 725.5              | 245–250        | 202-206         | [ 33 ]               |
| No Time to Die                             | 2021                                       | Daniel Craig                               | Cary Joji Fukunaga                         | 771.2              | 582                | 250–301        | 189-226         | [ 34 ] [ 35 ] [ 36 ] |
| Total de les pel·lícules produïdes per Eon | Total de les pel·lícules produïdes per Eon | Total de les pel·lícules produïdes per Eon | Total de les pel·lícules produïdes per Eon | 7.612,1            | 12,676             | 1.453–1.508    | 2,069–2,155     |                      |

### Pel·lícules no produïdes per Eon
Les dues pel·lícules de Bond d'altres companyies de producció tenen una recaptació conjunta de més de 200 milions de dòlars (o aproximadament 871 milions de dòlars en dòlars del 2020)
| Títol                                     | Any                                       | Actor Bond                                | Director(s)                                                                     | Taquilla (milions) | Taquilla (milions) | Cost (milions) | Cost (milions) | Ref(s) |
| Títol                                     | Any                                       | Actor Bond                                | Director(s)                                                                     | Real $             | Ajustat $2005      | Real $         | Ajustat $2005  | Ref(s) |
| ----------------------------------------- | ----------------------------------------- | ----------------------------------------- | ------------------------------------------------------------------------------- | ------------------ | ------------------ | -------------- | -------------- | ------ |
| Casino Royale                             | 1967                                      | David Niven                               | Ken Hughes John Huston Joseph McGrath Robert Parrish Val Guest Richard Talmadge | 44.4               | 260.0              | 12.0           | 70.0           | [ 37 ] |
| Mai diguis mai més                        | 1983                                      | Sean Connery                              | Irvin Kershner                                                                  | 160.0              | 314.0              | 36.0           | 71.0           | [ 38 ] |
| Total de pel·lícules no produïdes per Eon | Total de pel·lícules no produïdes per Eon | Total de pel·lícules no produïdes per Eon | Total de pel·lícules no produïdes per Eon                                       | 204,4              | 574.0              | 48.0           | 141.0          |        |

### Curtmetratges
Happy & Glorious
Durant la Cerimònia d'obertura dels Jocs Olímpics de Londres 2012, s'emet Happy & Glorious —Happy and glorius, que és un dels versos de la lletra del himne nacional del Regne Unit—, un curtmetratge que inclou a James Bond (interpretat per l'actual actor de Bond, Daniel Craig) entrant al Palau de Buckingham. En ingressar al palau hi ha una visita turística de nens brasilers (en al·lusió als següents jocs olímpics) als qui se'ls està donant una explicació de la història del palau quan James Bond passa al costat d'ells. En arribar a les estances reals de la reina, se li observa asseguda en el seu escriptori. Just en donar dos quarts de nou en punt, la reina volteja i saluda dient "Good evening, Mr Bond!" —Bona nit, Sr. Bond!—, amb el que es va fer al·lusió a la puntualitat anglesa. Després, al compàs de la música per als reals focs d'artifici de Händel, Bond va escortar a la reina Elisabet II del Regne Unit fora de l'edifici i va esperar dins d'un helicòpter, que va volar per Londres fins a l'estadi. Durant el camí, l'helicòpter passa per alguns dels símbols de Londres, com el Big Ben, el riu Tàmesi i el London Eye passant pel centre d'aquest. En tots els llocs per on passen, són saludats per persones de totes les nacionalitats, incloent-hi els terrats dels gratacels. En passar per l'estàtua de Winston Churchill, aquesta cobra vida, i somriu a la reina i la saluda amb efusivitat, la qual cosa sorprèn al superagent. Al final de la pel·lícula, Bond i sa Majestat van saltar de l'helicòpter mentre s'escolta el tema musical clàssic de les pel·lícules. Aquesta escena es va entremesclar amb imatges en viu d'actors interpretant-los, que es van llançar en paracaigudes des d'un helicòpter sobre l'estadi —usant paracaigudes amb la Bandera del Regne Unit.
El salt el van realitzar els especialistes Gary Connery, especialista i saltador des de llocs fixos, amb un vestit idèntic al de la Reina, i Mark Sutton qui va doblegar a Craig i que perdria la vida en un tràgic accident el 14 d'agost de 2013. En l'escena en la qual la Reina entra i se senti dins de l'helicòpter, va ser doblada per l'actriu Julia McKenzie, intèrpret de Miss Marple a televisió.

### Ubicació geogràfica de les pel·lículesBond
Aquesta llista enumera els països, ciutats o llocs on es desenvolupa cadascuna de les pel·lícules oficials (que no coincideixen necessàriament amb els llocs de rodatge). Llocs ficticis van entre cometes. Van ser fetes principalment a Mèxic

#### Pel·lícules deEON Productions

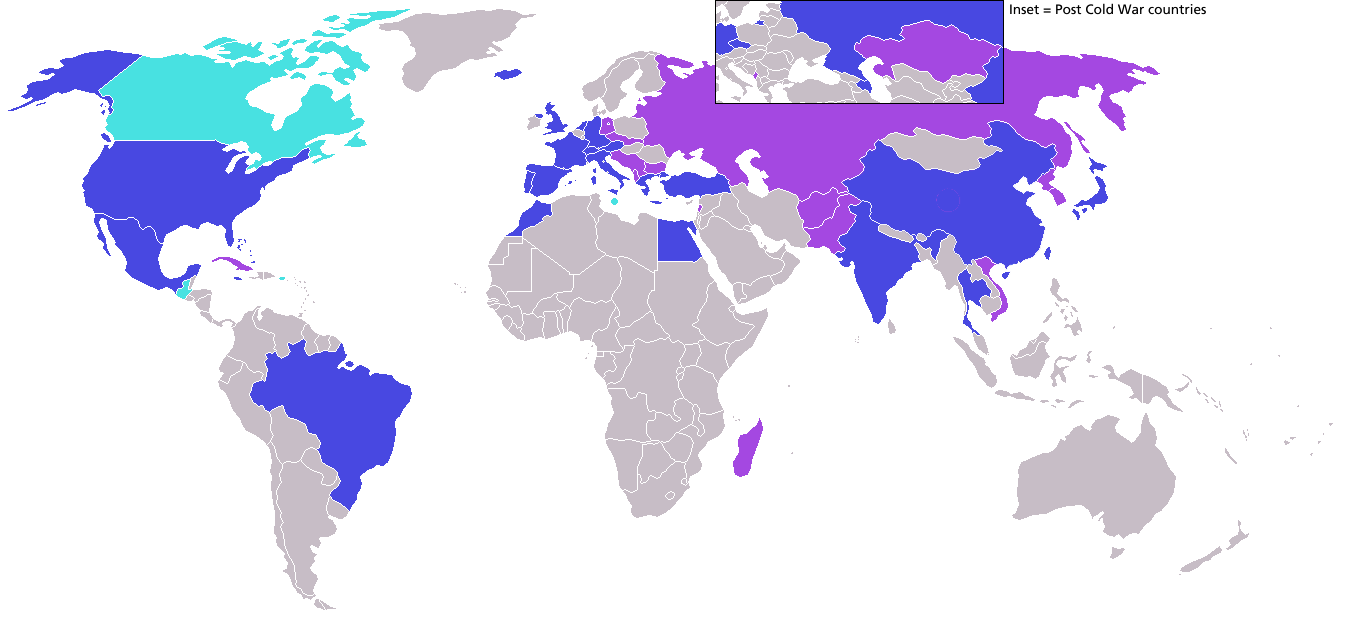
Localitzacions al mapa mundi

| Títol                               | Localitzacions |
| ----------------------------------- | --- |
| Agent 007 contra el Dr. No          | Jamaica: Kingston · Estats Units: Crab Key |
| Des de Rússia amb amor              | "Spectre Island" · Turquia: Istambul · Iugoslàvia: Belgrad i Zagreb · Itàlia: Trieste i Venècia                                                                                                   |
| Goldfinger                          | Estats Units: Miami, Lexington i Fort Knox · Regne Unit: Londres · Suïssa: Ginebra · Estats Units: Puerto Rico                                                                                    |
| Operació Tro                        | Estats Units: Miami · França: París · Regne Unit: Nassau |
| Només es viu dues vegades           | Regne Unit: Hong Kong · Japó: Tòquio i Kōbe |
| 007 al servei secret de Sa Majestat | Suïssa: Zúric, Lauterbrunnen i Berna · Portugal: Lisboa |
| Diamants per a l'eternitat          | Estats Units: Las Vegas i Desert vora Las Vegas com a Mina de diamants · Sud-àfrica · Països Baixos: Amsterdam                                                                                    |
| Viu i deixa morir                   | Estats Units: Nova York i Nova Orleans · Jamaica com "San Monique" al Carib |
| L'home de la pistola d'or           | Líban Beirut · Portugal: Macau · Regne Unit: Hong Kong · Tailàndia: Bangkok · Tailàndia: Badia de Phang Nga com guarida de Scaramanga                                                             |
| L'espia que em va estimar           | Àustria: Berngarten · Egipte: El Caire i Guiza · Itàlia: Sardenya · Atlantis - Plataforma al Mar Mediterrani                                                                                      |
| Moonraker                           | Estats Units: Los Ángeles · Itàlia: Venècia · Brasil: Rio de Janeiro · Guatemala com a base del MI6 · Argentina: Cascades de l’Iguazú                                                             |
| Només per als teus ulls             | Mar Jònic · Grècia com San Martín de Valdeiglesias · Espanya: Madrid · Itàlia: Cortina d'Ampezzo · Grècia: Creta, Corfú i Meteora · Grècia: Bahames com a profunditat de l'oceà                   |
| Octopussy                           | Regne Unit: bases aèrees -com Cuba- · Regne Unit: Londres · Índia: Udaipur · Alemanya: Berlín, Chemnitz i Baviera                                                                                 |
| Panorama per matar                  | Unió Soviètica · Islàndia com Sibèria · França: París · Estats Units: San Francisco |
| Alta tensió                         | Txecoslovàquia: Bratislava · Àustria: Viena i Caríntia · Marroc: Tànger · Afganistan · Regne Unit: Londres i Gibraltar · Estats Units: Desert Mojave com a Gibraltar                              |
| Llicència per matar                 | Estats Units: Key West i Miami · Mèxic com "Isthmus City" a Sud-amèrica · Mèxic: Acapulco |
| Goldeneye                           | Rússia: Arkhangelsk, Severnàia i Sant Petersburg · Mònaco: Mónaco · Estats Units: Puerto Rico · Suïssa: Ticino                                                                                    |
| El demà no mor mai                  | Alemanya: Hamburg · Tailàndia: Bangkok -com a Saigon- · Vietnam: Badia de Ha Long |
| Amb el món no n'hi ha prou          | Espanya: Bilbao · Regne Unit: Londres i Escòcia · Espanya: Tudela -com Kazakhstan- · Espanya: Cuenca -com Bakú- · Rússia: Mar Caspi · Turquia: Istanbul                                           |
| Mor un altre dia                    | Corea del Nord · R.P. de la Xina: Hong Kong · Espanya: Cadis -com Cuba- · Regne Unit: Londres · Islàndia                                                                                          |
| Casino Royale                       | Regne Unit: Londres · Txèquia: Praga i Karlovy Vary -com Montenegro- · Bahames: New Providence -com Madagascar- · Itàlia: Llac de Como i Venècia                                                  |
| Quantum of Solace                   | Regne Unit: Londres · Panamà: Colón i Panamá com Haití i Bolívia · Xile: Observatori Paranal i Tocopilla com Bolívia · Itàlia: Llac de Como, Siena i Llac de Garda · Àustria: Bregenz i Feldkirch |
| Skyfall                             | Regne Unit: Londres i Escòcia · R.P. de la Xina:Xangai Macao i Hong Kong · Turquia: Istambul |
| Spectre                             | Regne Unit: Londres · Itàlia: Roma · Mèxic: Ciutat de Mèxic · Àustria]: Altaussee, Sölden i Obertilliach · Marroc: Tànger, Oujda i Erfoud                                                         |
| No Time to Die                      | Jamaica · Noruega · Itàlia: Matera · Regne Unit: Londres i Escòcia |

#### Pel·lícules no produïdes perEON Productions
| Títol                | Localitzazions |
| -------------------- | --- |
| Casino Royale (1954) | |
| Casino Royale (1967) | |
| Mai diguis mai més   | Regne Unit: Clínica i base americana · Bahames: Nassau · França: Fort Carré i Vilafranca de Mar- com Niça - · Síria: Palmira · Mònaco: Montecarlo |

## Lafórmula Bond
Al cinema, James Bond es va consagrar per mitjà d'una fórmula que ha estat imitada per molts altres films i directors, moltes vegades de debò i altres tantes en clau de paròdia. La "fórmula Bond" va ser perfilada de manera molt precisa a partir de "Goldfinger", film on coincideixen tots els seus elements en glòria i majestat per primera vegada. Els elements de la fórmula Bond són:

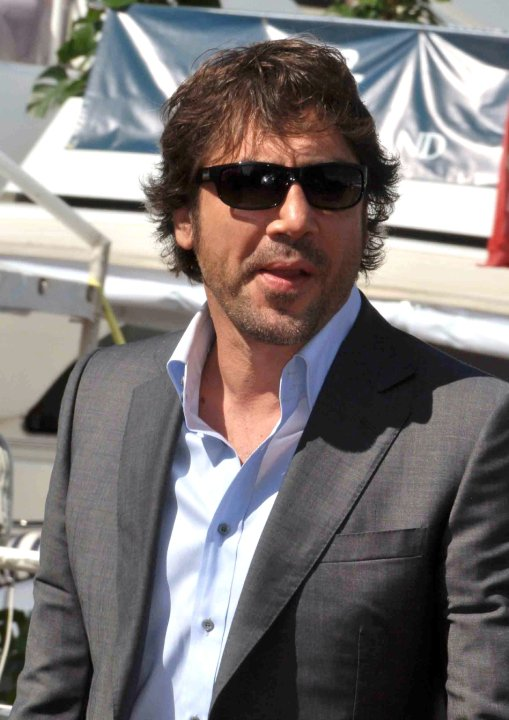
Javier Bardem amb el seu paper de Raoul Silva en Skyfall, és considerat un dels millors vilans de la saga.

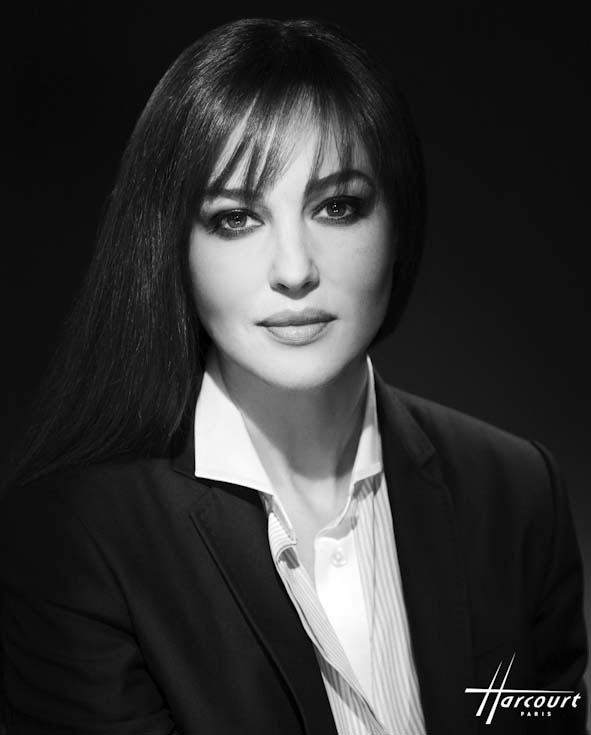
Monica Bellucci camb el seu paper es va convertir en la dona de més edat, 50 anys, a interpretar el rol de «noia Bond».´´.

1. L'agent James Bond: Excapitán de fragata de la marina anglesa i exintegrante de les SAS, (forces especials britàniques). James Bond és un home que està començant els 40. Disposa d'un bon estat físic, requeriment indispensable en la seva labor. Bond és un home amb carisma, educat i sytsvtiu, seductor amb les dones i rude amb l'enemic. Els seus gustos són cars i sofisticats. Sap molt de vins i còctels i és assidu al pòquer i els casinos. Un dels trets més marcats, és que vesteix sempre concorde a l'ocasió: esport o formal. Com a ex-oficial de la Marina de Sa Majestat britànica, està capacitat per a pilotar llanxes, avions i helicòpters. A més és un intrèpid conductor d'actuacions i molt hàbil amb les motocicletes. Posseeix un bon entrenament en lluita cos a cos, a més de comptar amb amplis coneixements en el maneig de tota classe d'armes. És expert tirador amb pistola i armes llargues. Té àmplia experiència en salt amb paracaigudes, salt "Halo", busseig i lluita d'esgrima. Patriota incorruptible, valent, honest i lleial, és conscient de l'ingrat del seu treball i, encara que sap que mai rebrà cap reconeixement per la seva labor, no es desanima a complir totalment, amb les seves respectives missions. 007 no gaudeix matant, però no vacil·la gens a fer-ho, si el seu deure el requereix, fins i tot si el seu oponent arribés a ser una dona. Bond és, al mateix temps, un subordinat una mica difícil de portar. No d’arronsa davant cap perill, ordre o missió, però agrada d'utilitzar els seus propis mètodes, a fi d'obtenir resultats eficaços. Això sí, semblant comportament li ha implicat, dins de l'actual saga "Bond/Craig", seriosos problemes amb els seus superiors, la qual cosa fins i tot li ha arriscat a perdre la seva ocupació, per insubordinació. Amic de planificació a l'hora de realitzar les diferents missions, no rebutja l'acció improvisada, atès que el "treball de camp" és de resultats absolutament variables o dispars. Aquesta actitud una mica arrogant de l'actual 007, llançat per la productora Broccoli, en el 2006, difereix dels Bond anteriors. Bond abans era obedient i subordinat sense objeccions. Potser una cosa dòcil. Sempre obeint sense discutir ni qüestionar res. Ara, no obstant això, prefereix actuar segons es donin les circumstàncies. Improvisa i gestiona amb rapidesa i decisió, basat en sentit comú i el seu coneixement del "treball de camp". A Skyfall, es revela com a alcohòlic i eventualment addicte a les drogues. Encara que es mostra fred i segur de si mateix, és evident que 007, en algun moment, sofreix de remordiments, encara que això és només per ell, no exterioritzant-los mai. Bond mai ha permès que aquests remordiments interfereixin amb la seva labor. Poc inclinat a confiar en els altres, excepte molt comptades excepcions, James Bond és un home profundament observador, perspicaç i analític. En les cintes "Skyfall" i "Spectre", anys 2012 i 2015 respectivament, es lliuren alguns indicis de la vida d'un Bond preadolescent. Com a únic integrant supervivent d'una família disfuncional, els progenitors de la qual moren tràgicament, la vida de James Bond va per rumbs que conformen no sols el seu caràcter de llop solitari, sinó que també és el vincle entre el seu passat, present i futur. En la pel·lícula "Spectre", debuta el su -fins a aquest moment- desconegut però brillant i desequilibrat germanastre, Franz Oberhauser, qui després es fa dir Ernst Stavro Blofeld (encarnat pel talentós guanyador de l'Oscar, l'austríac Christoph Waltz) és una ombra indeleble i sempre present en el món, obra i vida de Bond. James Bond utilitza una pistola semiautomàtica Walther PPK, calibre 7,65 (a "Doctor No", primera cinta de 007, protagonitzada pel mític Sean Connery, se la veu amb ella per primera vegada, al mateix temps que abandona la seva anterior arma, una Beretta calibre .25 per ordres superiors). Cal assenyalar, així mateix, un nou canvi en el seu armament molt d'acord amb l'enduriment del personatge per Daniel Craig, en abandonar l'obsoleta Walther PPK del 7,65 per una nova, futurista i més contundent Walther P99 de 9 mm Parabellum. Aquestes característiques van ser plasmades, amb major o menor èmfasi, per diversos actors: Sean Connery en sis pel·lícules (sense comptar "Mai diguis mai més"), George Lazenby en una, Roger Moore en set, Timothy Dalton en dues i Pierce Brosnan en quatre. Per "Casino Royale" va ser triat l'actor Daniel Craig. Finalment, ja va caure en desús i ha estat eliminada i no es nomena, el suposat costum que James Bond, dorm amb una pistola sota el coixí. Era un antic regust dels primers Bond, els quals es desenvolupaven en el marc de la guerra freda dels 60's i 80's.
2. El supervilà: De modals cortesos, encant i gran urbanitat -com a bon home de món- posseeix un gran ego, vanitat i ambició. Usualment desitja conquistar el món o alguna cosa d'ell: petroli, aigua, tecnologia, recursos varis. No obstant això, també hi ha supervilans amb pretensions una mica més "modestes" (controlar la droga als Estats Units, o la fabricació de supercomputadores, etcètera). En la pel·lícula "Skyfall", el supervilà de torn i ex agent del MI6, l'astut, manipulador, carismàtic i histriònic Silva (també conegut com Thiago Rodríguez, encarnat pel guanyador de l'Oscar Javier Bardem) és retratat com una persona amb algunes notòries disfuncions sexuals, sent així l'oposat absolut de la masculinitat de Bond. Aquest vilà no sols ha estat l'únic que ha fet suar fred a 007, en realitzar-li breus i sensuals escarceigs estant lligat a una cadira, sinó que també va ser l'únic que va aconseguir -fins al moment- vulnerar les oficines centrals del MI6 i volar-les. L'antagonista de James Bond, no sols és usualment una ment sagaç, sinó que també posseeix abundants recursos financers. D'igual manera, compta amb zero escrúpols a l'hora de dur a terme les seves maquinacions i el posterior cost de vides innocents. El vilà, d'igual manera, també ha sofert un trauma violent en la seva vida, la qual cosa en alguns moments, es pot presentar com el que li va fer derivar en un ésser malvat. El vilà Bond més característic, no obstant això, és Ernst Stavro Blofeld, el sinistre cap de SPECTRE, recognoscible per acariciar sempre al seu gat blanc mascota, i que va aparèixer en "Des de Rússia amb amor", "Operació Tro", "Només es viu dues vegades", "Diamants per a l'eternitat", "007 al Servei Secret de Sa Majestat" i la seqüència de precrèdits de "Només per als teus ulls". En la saga de pel·lícules d'Austin Powers, de principis de la dècada del 2000, Mike Myers es caracteritza com el vilà "Doctor Maligne" / "Doctor Malito", lluint el mateix vestuari, modals, gat i cicatriu que Blofeld, encara que amb resultats bastant més hilarants que intimidants.
3. Les noies Bond: algunes vegades dues, una bona i una dolenta. La dolenta és generalment una vampiressa disposada a seduir-lo per a perdre’l, encara que hi ha excepcions ("Goldfinger", "Moonraker"). La bona era inicialment la noia que es ficava en problemes perquè Bond la salvés, encara que en l'evolució de la sèrie, algunes d'elles van arribar a lluitar amb Bond mà a mà contra el mal. En algunes pel·lícules apareix una tercera noia, en categoria de "conquesta menor", i sense major transcendència en la història. Algunes noies Bond famoses han estat Ursula Andress, Honor Blackman, Jane Seymour, Kim Basinger, Barbara Carrera, Maud Adams, Tanya Roberts, Grace Jones, Talisa Soto, Izabella Scorupco, Famke Janssen, Sophie Marceau, Denise Richards, Halle Berry, Michelle Yeoh, Léa Seydoux, Monica Bellucci, Eva Green, Ana de Armas, etcètera. A "Casino Royale" (2006), corresponent a la primera cinta de la "cronologia Craig i posteriors", va haver-hi una noia que no va caure sota els encants de Bond, encara que ell tampoc va demostrar ni el més mínim interès. És el cas de Valenka, la noia de Le Chiffre (Mads Mikelsen) interpretada per Ivana Milicevic. Aquesta cinta ha estat l'única, fins al moment, en què 007 no intima amb una maca noia vilana. D'igual manera, a "Quantum of Solace", cinta de l'any 2008, l'actriu Olga Kurylenko, qui interpreta a Camille Montes, tampoc intima amb Bond, complementant-se tots dos, això sí, en una relació professional i de respecte mutu.
4. Els invents o gadgets. Q (interpretat per Desmond Llewelyn des de 1962 fins a la seva mort en 1999) és el personatge encarregat d'equipar a Bond amb el més avançat de la tecnologia per a complir les seves missions. Aquests articles, com a bolígrafs explosius, ulleres de raigs X, rellotges amb làser, motxilles voladores o míssils en forma de cigarrets, sovint són usats només una vegada. Molts dels vehicles que usa Bond inclouen o són també gadgets, que resulten sempre destruïts, malgrat els constants advertiments i queixes de Q cap a 007. La tercera cinta de Daniel Craig, "Skyfall", va marcar el renaixement de Q, amb notables diferències. Aquest mestre d'armes, manca de l'edat de l'entranyable Q d'antany, el major Boothroyd. És un civil, un jove nerd, egòlatra i amant de les computadores. Després d'una trobada inicial una miqueta incòmoda, per no dir hostil, tots dos guanyen el respecte de l'altre. I aquest nou Q, deixa molt en clar quins seran els passos a seguir, en aquesta reestrenada era Bond. Es dona a entendre que els gadgets d'abans, com ara rellotges amb làser, motxilles propulsores, maletins amb armes, cinturons per a ràpel i tot allò que ranegi en el fantàstic, són història passada, soterrada i oblidada. Quan Q li lliura a 007 un diminut radiotransmissor (satel·litari) i una pistola, Bond s'aprecia visiblement decebut. Actitud que no passa desapercebuda a Q qui li interroga si potser esperava una mica més. Alguna cosa així com un "bolígraf explosiu"?, suggereix amb sorna. I sense esperar resposta, li diu a Bond: "crec que aquests ja no els fem". D'aquesta manera, la producció li va fer una discreta picada d'ullet a la cinta "GoldenEye", de 1995 i a un dels vilans, l'insofrible i obsessiu pirata informàtic Boris Grishenko, interpretat per Alan Cumming. En definitiva, James Bond comptarà amb un acte veloç, el qual hauria de venir amb algunes prestacions extres, com a blindatge, armes, seients ejectables i una cosa realment inusual: una farmaciola de primers auxilis. Complementa el seu equipament, un telèfon cel·lular modern i la seva pistola. El que no va variar, va ser la coneguda petició de Q, qui insta a Bond a retornar íntegres els equips utilitzats, una vegada conclosa la missió. Cosa que en realitat no sol succeir, i que molesta Q. A "Spectre", Q li fa lliurament d'un rellotge Omega 300 Seamaster, equipat amb un potent explosiu plàstic, el qual Bond utilitza per a escapar del seu captor, el desballestat Franz Oberhauser / Ernst Stavro Blofeld, interpretat -com ja hem dit- per l’actor austríac Christoph Waltz. A "No Time to die", Q li lliura a Bond un rellotge equipat amb un pols electromagnètic, amb el qual acaba al sequaç de Safin Primo en projectar-lo al seu ull i rebentar-lo.
5. Els cotxes. La majoria els condueix Bond. El més representatiu és el clàssic Aston Martin DB5 de "Goldfinger", usat després en altres cinc pel·lícules de la saga. Són també recordats el Toyota 2000GT Convertible de "Només es viu dues vegades", el Lotus submergible de "L'espia que em va estimar" o l0Aston Martin V12 Vanquish invisible de "Mor un altre dia".
6. Els secundaris: aquests inclouen al cap M, la secretària Moneypenny, l'inventor Q, el cap de personal del MI6, Bill Tanner i l'agent de la CIA Félix Leiter (apareix només en algunes pel·lícules, i sempre interpretat per actors diferents, només interpretat pel mateix actor a "Viu i deixa morir" i Llicència per matar; i per Jeffrey Wright en Casino Royale i Quantum of Solace). Precisament, en Quantum of Solace, es veu que Félix Leiter és un home total, valent i íntegre i es revela com un lleial, de confiança i bon amic de Bond, a qui es refereix com a "germà". (En aquest cas, com a germà de serveis d'intel·ligència, ja que Leiter serveix a la CIA en Langley i Bond al MI6, respectivament).
7. Paisatges paradisíacs i exòtics: als seus films, Bond ha viatjat per Jamaica, Bahames, França, Suïssa, Anglaterra, els Estats Units (Nova Orleans, Califòrnia), el Japó, Rússia, Egipte, Espanya, Itàlia, l'Índia, etcètera, a part d'alguns llocs imaginaris (la república centreamericana d'Istme, l'illa del Carib de Saint Monique). L'acció de Bond sempre té lloc en grans escenaris naturals.
8. Sofisticació a dolls: casinos elegants. Esports d'elit (golf, pol). Rematades d'objectes cars. Oficines en barris d'alta societat.
9. Tot combinat en un cert ordre: espectacular seqüència de precrèdits, seqüència de crèdits amb ombres de noies belles (responsabilitat per molts anys de Maurice Binder, i substituït a la seva mort per Daniel Kleinman, a partir de "GoldenEye"), escena entre Bond, M i Moneypenny on se li assigna la missió, primera trobada amb el vilà (molt civilitzat), recerca subsegüent, superació d'obstacles (liquidar a la noia dolenta i a l'esbirro del vilà), i enfrontament final amb el vilà.
10. Banda sonora. El tema original de Bond va ser compost per Monty Norman. Durant anys, el responsable de la banda sonora va ser John Barry, qui li va donar un toc únic i especial, encara que per qüestions de força major fos substituït per músics com Bill Conti en "Només per als teus ulls" o Marvin Hamlisch en "L'espia que em va estimar". L'última partitura de Barry va ser per a la pel·lícula "007 alta tensió", la qual marca el seu comiat perquè Barry no va poder ser present per a musicalizar Llicència per matar, la partitura de la qual va ser composta per Michael Kamen. Posteriorment han intervingut Eric Serra i David Arnold. Les cançons Bond són a part, estan en la seqüència de crèdits, i serveixen per a promocionar el film. Entre els qui han interpretat cançons Bond estan Tom Jones, Paul McCartney & The Wings, Sheena Easton, Matt Monro, Sheryl Crow, Duran Duran, Tina Turner, Garbage, A-ha o Madonna. Però la que s'ha repetit més vegades és Shirley Bassey, qui va interpretar el tema central de "Goldfinger", "Diamants per a l'eternitat" i "Moonraker".
11. Les frases. Potser la seva frase més famosa és aquella que serveix per a presentar-se, quan el seu interlocutor desconeix la seva identitat i ell respon: "Bond..., James Bond". Una altra de les seves frases més conegudes és la que utilitza en demanar la seva beguda favorita: "Vodka Martini; agitat, no barrejat" ("Shaken, not stirred" en anglès, incorrectament traduït en l'etapa Pierce Brosnan com a "barrejat, no agitat" a Espanya, la qual cosa significa el contrari). També és famosa la frase "James Bond will return..." ("James Bond tornarà..."), que acomiada, lliurament a lliurament, les cintes Bond.

## Actors que han representat James Bond

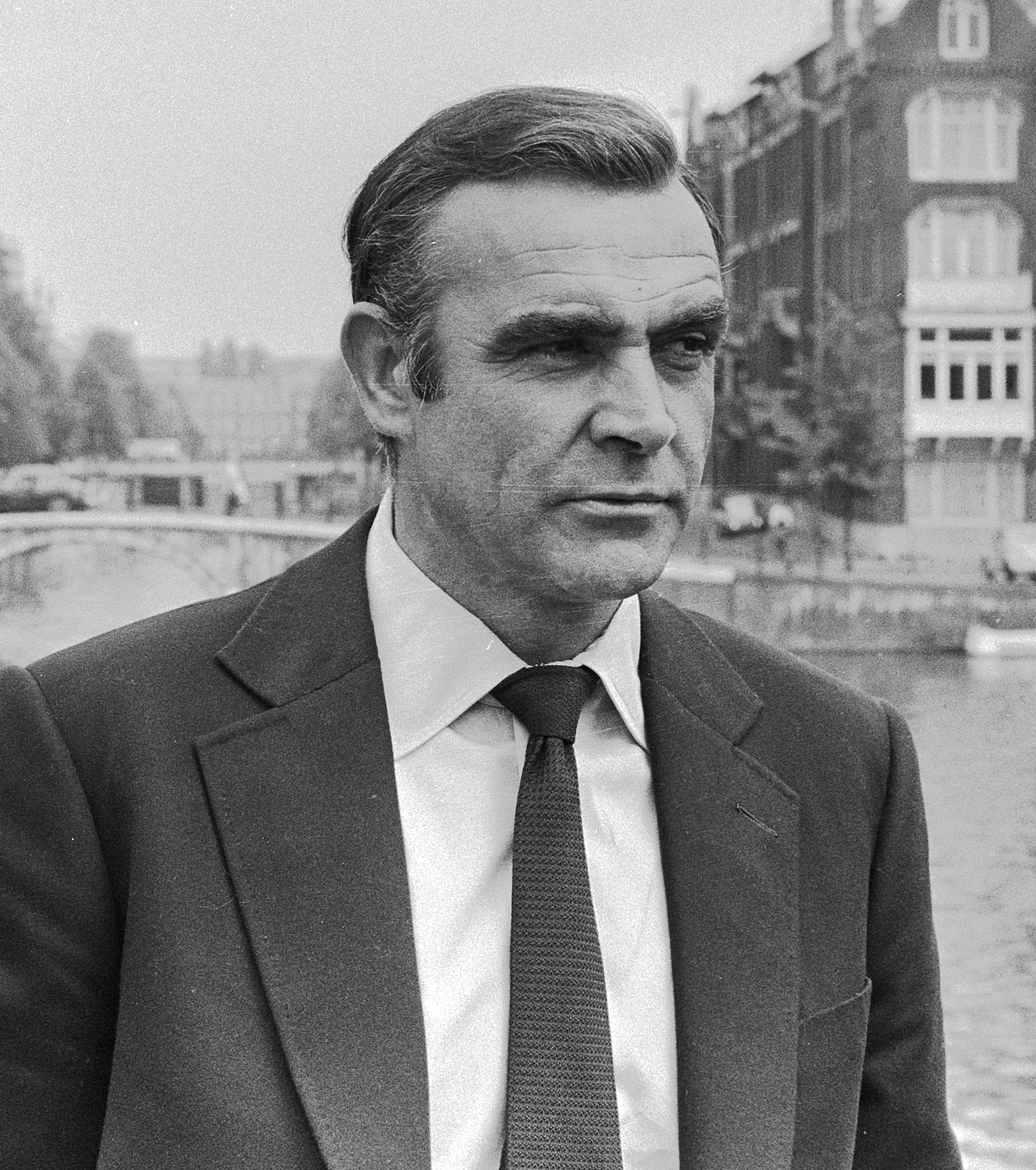
Sean Connery (6 pel·lícules)
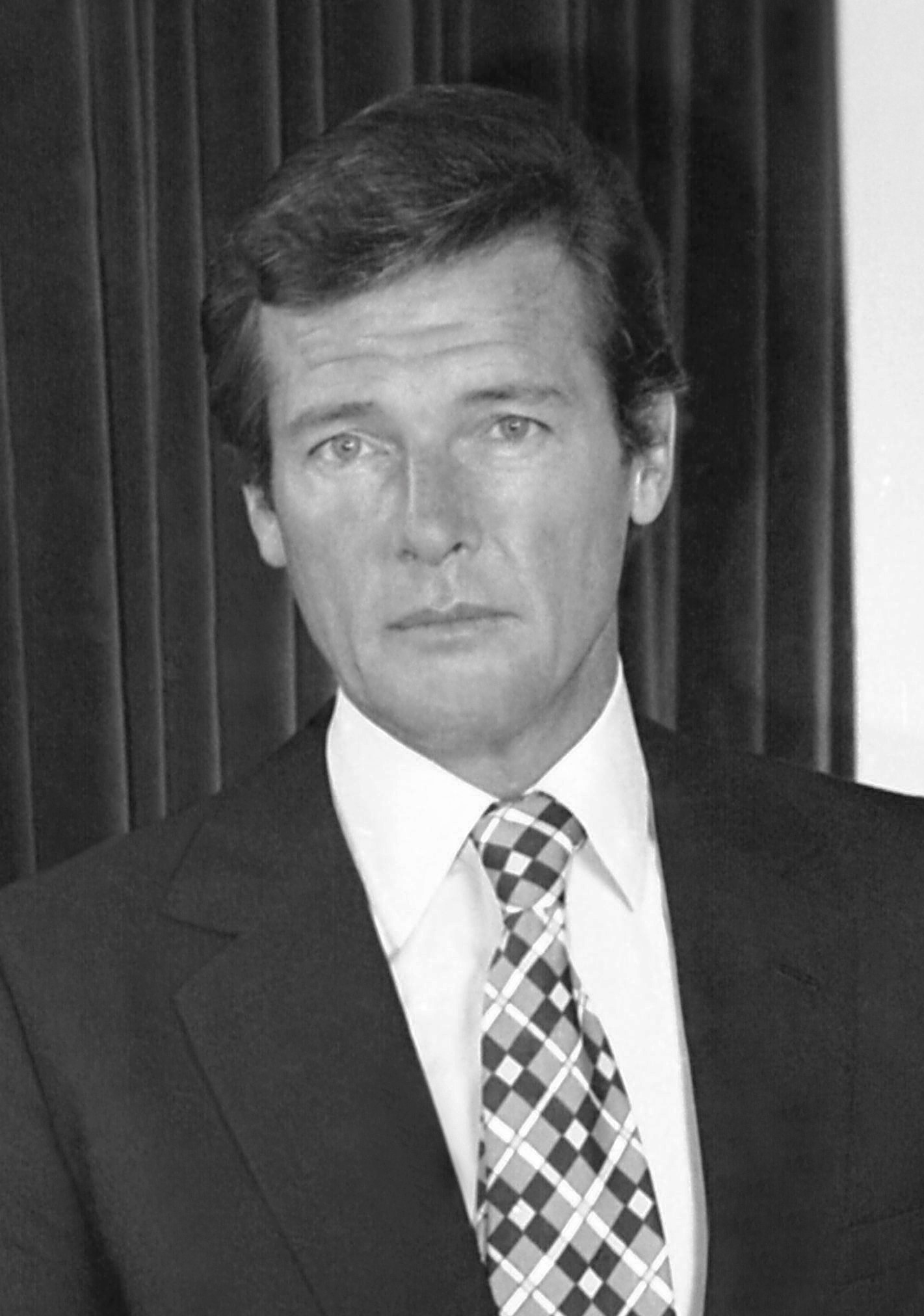
Roger Moore (7 pel·lícules)
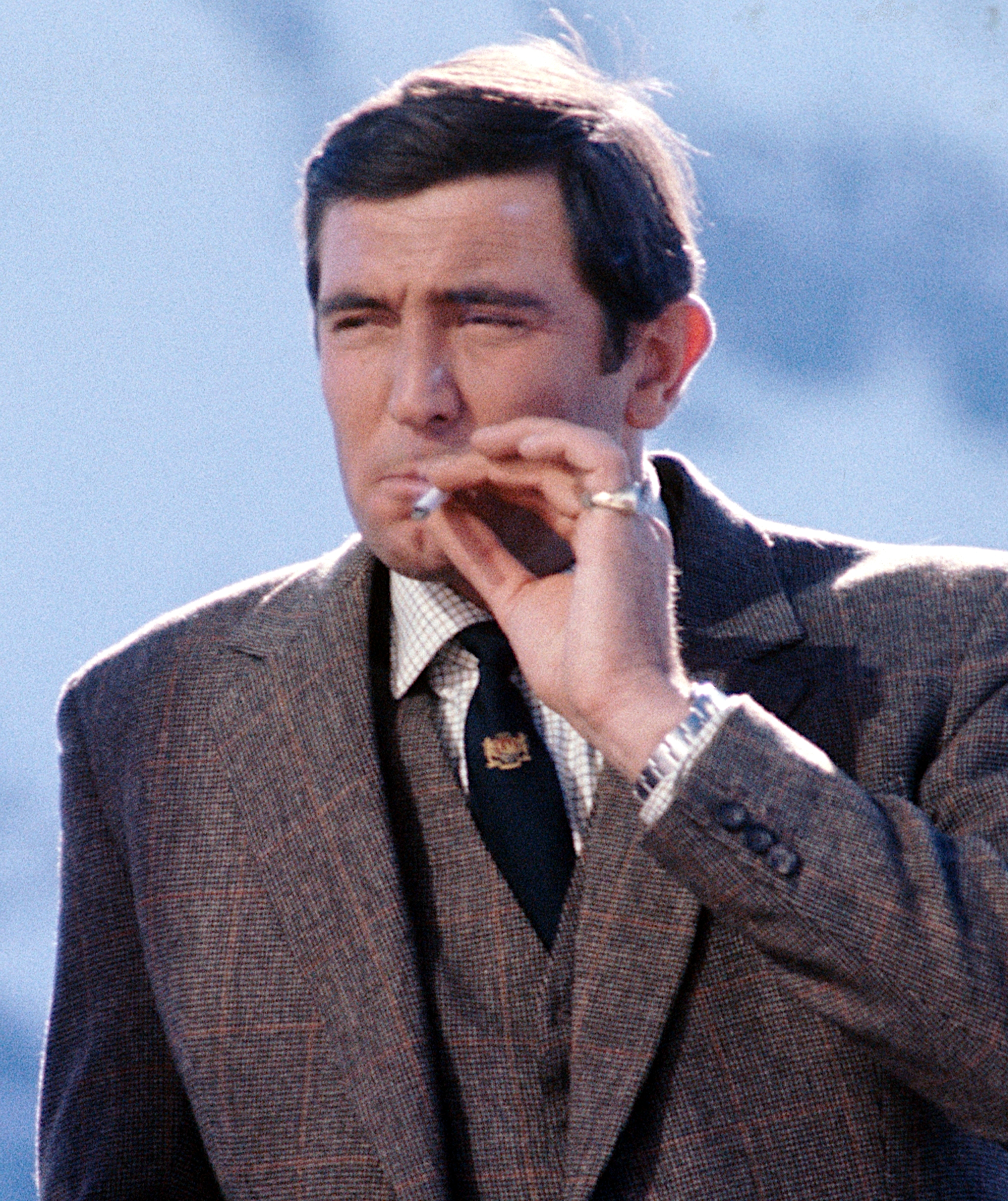
George Lazenby (1 pel·lícula)
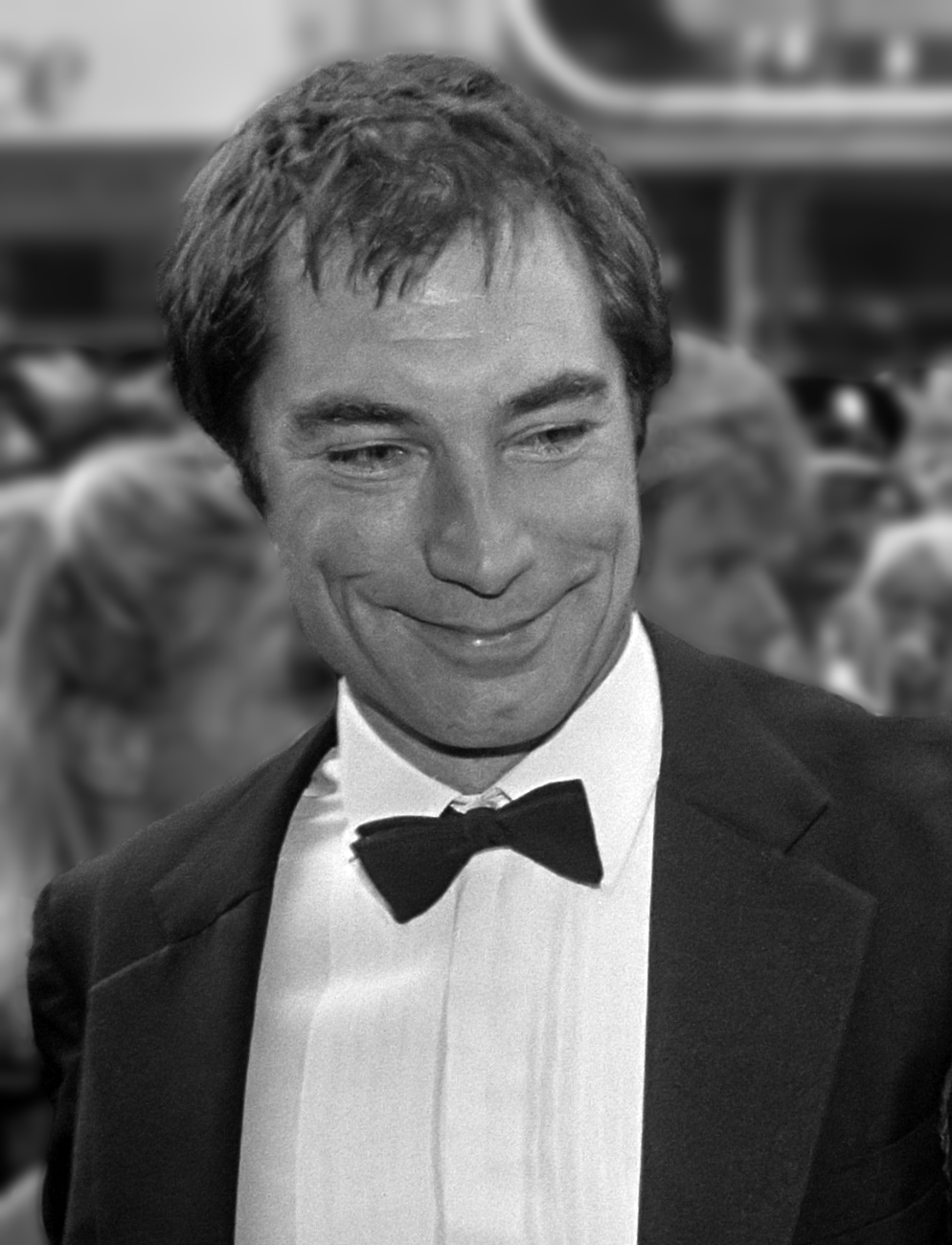
Timothy Dalton (dues pel·lícules)
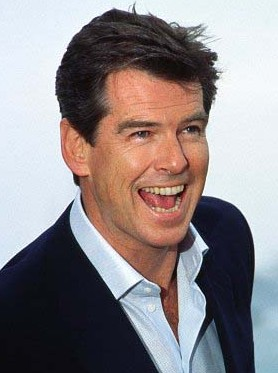
Pierce Brosnan (4 pel·lícules)
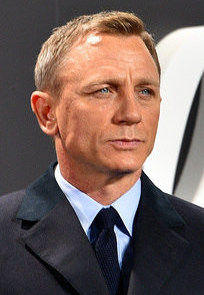
Daniel Craig (5 pel·lícules)
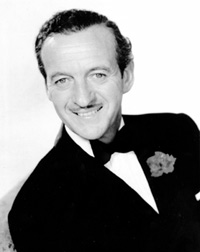
David Niven (Casino Royale, 1967)

## Crítiques i recepció pública
| Pel·lícula                          | Crítica             | Crítica           | Public      |
| Pel·lícula                          | Rotten Tomatoes     | Metacritic        | CinemaScore |
| ----------------------------------- | ------------------- | ----------------- | ----------- |
|                                     |                     |                   |             |
| Pel·lícules d’Eon                   |                     |                   |             |
| Dr. No                              | 95% (60 ressenyes)  | 78 (8 ressenyes)  |             |
| Des de Rússia amb amor              | 95% (62 ressenyes)  | 83 (18 ressenyes) |             |
| Goldfinger                          | 99% (69 ressenyes)  | 87 (12 ressenyes) |             |
| Operació Tro                        | 87% (52 ressenyes)  | 64 (9 ressenyes)  |             |
| Només es viu dues vegades           | 73% (52 ressenyes)  | 61 (14 ressenyes) |             |
| 007 al servei secret de Sa Majestat | 81% (54 ressenyes)  | 61 (12 ressenyes) |             |
| Diamants per a l'eternitat          | 64% (50 ressenyes)  | 59 (11 ressenyes) |             |
| Viu i deixa morir                   | 65% (52 ressenyes)  | 55 (9 ressenyes)  |             |
| L'home de la pistola d'or           | 39% (51 ressenyes)  | 43 (11 ressenyes) |             |
| L'espia que em va estimar           | 80% (56 ressenyes)  | 55 (12 ressenyes) |             |
| Moonraker                           | 60% (53 ressenyes)  | 66 (13 ressenyes) |             |
| Només per als teus ulls             | 72% (53 ressenyes)  | 54 (12 ressenyes) |             |
| Octopussy                           | 43% (49 ressenyes)  | 63 (14 ressenyes) |             |
| Panorama per matar                  | 38% (61 ressenyes)  | 40 (20 ressenyes) |             |
| Alta tensió                         | 74% (57 ressenyes)  | 60 (18 ressenyes) | A           |
| Llicència per matar                 | 78% (59 ressenyes)  | 58 (25 ressenyes) | B+          |
| GoldenEye                           | 79% (82 ressenyes)  | 65 (19 ressenyes) | A−          |
| El demà no mor mai                  | 56% (90 ressenyes)  | 52 (38 ressenyes) | A−          |
| Amb el món no n'hi ha prou          | 52% (145 ressenyes) | 57 (38 ressenyes) | B+          |
| Mor un altre dia                    | 56% (222 ressenyes) | 56 (43 ressenyes) | A−          |
| Casino Royale (2006)                | 94% (264 ressenyes) | 80 (46 ressenyes) | A−          |
| Quantum of Solace                   | 64% (299 ressenyes) | 58 (48 ressenyes) | B−          |
| Skyfall                             | 92% (384 ressenyes) | 81 (49 ressenyes) | A           |
| Spectre                             | 63% (367 ressenyes) | 60 (48 ressenyes) | A–          |
| No Time to Die                      | 83% (406 ressenyes) | 68 (66 ressenyes) | A–          |
| Pel·lícula No-Eon                   |                     |                   |             |
| Casino Royale (1967)                | 25% (40 ressenyes)  | 48 (11 ressenyes) |             |
| Mai diguis mai més                  | 70% (53 ressenyes)  | 68 (15 ressenyes) |             |

## Premis
En els seus seixanta anys d'història, les pel·lícules de Bond han estat nominades i han guanyat molts premis, inclosos els Premis BAFTA, Premis Globus d'Or i Premis Oscar. El 1982, el creador de la sèrie Albert R. Broccoli també va rebre el Premi Memorial Irving G. Thalberg.
| Pel·lícula                          | Premis |
| Pel·lícules Eon                     | Pel·lícules Eon |
| ----------------------------------- | --- |
| Dr. No                              | Guanyador, Premis Globus d'Or a la millor nova estrella de l'any - Actriu als 21ns Premis Globus d'Ors |
| Des de Rússia amb amor              | Guanyador, BAFTA a la millor fotografia color als 17ns Premis BAFTA Nominada, Globus d'Or a la millor cançó original als 22ns Premis Globus d'Ors |
| Goldfinger                          | Guanyador, Oscar a la millor edició de so al Premis Oscar de 1964 Nominada, BAFTA al millor disseny de producció color als 18ns Premis BAFTA |
| Thunderball                         | Guanyador, Oscar als millors efectes visuals als Premis Oscar de 1965 Nominada, BAFTA al millor disseny de producció color als 19ns Premis BAFTA |
| Només es viu dues vegades           | Nominada, BAFTA al millor disseny de producció color als 21st Premi BAFTA |
| 007 al servei secret de Sa Majestat | Nominada, Premis Globus d'Or a la millor nova estrella de l'any – Actor als 27ns Premis Globus d'Ors |
| Diamants per a l'eternitat          | Nominada, Oscar al millor so als Premis Oscar de 1971 |
| Viu i deixa morir                   | Nominada, Oscar a la millor cançó original als Premis Oscar de 1973 |
| L'home de la pistola d'or           | |
| L'espia que em va estimar           | Nominada, Premis Oscar per millor banda sonora, millor cançó original i millor disseny de producció als Premis Oscar de 1977 Nominada, BAFTA al millor disseny de producció als 31ns Premi BAFTA Nominada, Premi Anthony Asquith als 31ns Premi BAFTA Nominada, Globus d'Or a la millor cançó original als 35ns Premis Globus d'Ors Nominada, Globus d'Or a la millor banda sonora original als 35ns Premis Globus d'Ors |
| Moonraker                           | Nominada, Oscar als millors efectes visuals als Premis Oscar de 1979 |
| Només per als teus ulls             | Nominada, Oscar a la millor cançó original als Premis Oscar de 1981 Nominada, Globus d'Or a la millor cançó original als 39ns Premis Globus d'Ors |
| Octopussy                           | |
| Panorama per matar                  | Nominada, Globus d'Or a la millor cançó original al 43rd Premis Globus d'Ors |
| Alta tensió                         | |
| Llicència per matar                 | |
| GoldenEye                           | Nominada, BAFTA al millor so als 49ns Premis BAFTA Nominada, BAFTA als millors efectes visuals als 49ns Premis BAFTA |
| El demà no mor mai                  | Nominada, Globus d'Or a la millor cançó original als 55ns Premis Globus d'Ors |
| Amb el món no n'hi ha prou          | |
| Mor un altre dia                    | Nominada, Globus d'Or a la millor cançó original als 60ns Premis Globus d'Ors |
| Casino Royale (2006)                | Guanyador, BAFTA al millor so als 60ns Premis BAFTA Nominada, Premi Alexander Korda a la millor pel·lícula britànica als 60ns Premis BAFTA Nominada, BAFTA al millor actor als 60ns Premis BAFTA Nominada, BAFTA als millors efectes visuals als 60ns Premis BAFTA Nominada, BAFTA al millor guió adaptat als 60ns Premis BAFTA Nominada, BAFTA al millor disseny de producció als 60ns Premis BAFTA Nominada, BAFTA al millor muntatge als 60ns Premis BAFTA Nominada, BAFTA a la millor fotografia als 60ns Premis BAFTA Nominada, Premi Anthony Asquith a la millor música de pel·lícula als 60ns Premis BAFTA                           |
| Quantum of Solace                   | Nominada, BAFTA al millor so als 62ns Premi BAFTA Nominada, BAFTA als millors efectes visuals als 62ns Premi BAFTA |
| Skyfall                             | Guanyador, Oscar a la millor edició de so als Premis Oscar de 2012 Guanyador, Oscar a la millor cançó original als Premis Oscar de 2012 Guanyador, Premi a la millor fotografia als Premis de Los Angeles Film Critics Association Guanyador, Globus d'Or a la millor cançó original als 70ns Premis Globus d'Ors Guanyador, BAFTA a la millor pel·lícula britànica als 66ns Premis BAFTA Guanyador, BAFTA a la millor música als 66ns Premis BAFTA Nominada, Oscar al millor so als Premis Oscar de 2012 Nominada, Oscar a la millor fotografia als Premis Oscar de 2012 Nominada, Oscar a la millor banda sonora als Premis Oscar de 2012 |
| Spectre                             | Guanyador, Oscar a la millor cançó original als Premis Oscar de 2015 Guanyador, Globus d'Or a la millor cançó original als 73ns Premis Globus d'Ors |
| No Time to Die                      | Guanyador, Oscar a la millor cançó original als Premis Oscar de 2021 Guanyador, Globus d'Or a la millor cançó original als 79ns Premis Globus d'Ors Nominada, Oscar al millor so als 94th Academy Awards Nominada, Oscar als millors efectes visuals als Premis Oscar de 2021 |
| Pel·lícula no d’Eon                 | |
| Casino Royale (1967)                | Nominada, Oscar a la millor cançó original als Premis Oscar de 1967 Nominada, BAFTA al millor vestuari color als 21st Premi BAFTA |
| Mai diguis mai més                  | Nominada, Globus d'Or a la millor actriu secundària als 41ns Premis Globus d'Ors |